# Sujet Verlag
Der Sujet Verlag ist ein deutscher Kleinverlag mit Sitz in Bremen.

## Geschichte
Der Verlag wurde 1996 von Madjid Mohit (auch in der Schreibweise Madjit Mohit), der aus einer iranischen Verlegerfamilie stammt und als politischer Flüchtling 1990 nach Deutschland kam, als Einzelunternehmen gegründet und 2012 in eine haftungsbeschränkte Unternehmergesellschaft umgewandelt. Geschäftsführer ist Madjid Mohit.
Der Sujet Verlag hat sich vor allem auf Literatur ausländischer Autoren, die nicht in ihrem Heimatland leben und dort nicht publizieren wollen oder können, spezialisiert. Verlegt werden sowohl Werke von politisch verfolgten Literaturschaffenden, die meist in Deutschland im Exil leben, als auch persische Literatur auf Deutsch und deutsche Literatur auf Persisch. Der Verleger selbst bezeichnet diese Literatur als „Luftwurzelliteratur“, die er als grenzüberschreitende Literatur definiert und bei der in Abgrenzung zur Exilliteratur „der bereichernde Aspekt des Exils im Vordergrund [stehe]“. Sie wirke ortsunabhängig und werde geschrieben „von Autoren, die mit zwei oder mehr Sprachen und Kulturen leben und unterwegs sind“.
Weitere Publikationsschwerpunkte neben diesen Prosawerken sind Lyrik, Kinderbücher und Sachbücher.
Zu den Autoren des Verlags zählen unter anderem Adonis, Pegah Ahmadi, Doğan Akhanlı, Jürg Beeler, Maïssa Bey, Inge Buck, Joachim Fischer, Birgid Hanke, Tizia Koese, Widad Nabi, Oded Netivi, Amir Shaheen, Suleman Taufiq, Fariba Vafi, Heide Marie Voigt, Jörg Wollenberg und Gerrit Wustmann.
Gegenwärtig bringt der Sujet Verlag mit derzeit sechs freien Mitarbeitern vor allem Lyrik und Prosa sowie einige Sachbücher heraus. 2019 erschienen rund 20 neue Titel, ein Literaturkalender und zwei Nachauflagen. Zudem gab es rund 60 Veranstaltungen mit den Autoren und Übersetzern des Verlags. Insgesamt umfasste das Verlagsprogramm Ende 2015 über 150 Titel.
2024 gehörte der Sujet Verlag zu den 84 Preisträgern des Deutschen Verlagspreis 2024. 